# Elena Uhlig
Elena Uhlig (Düsseldorf, 31 juillet 1975) est une actrice allemande. 

## Filmographie

### Cinéma
- 2001 : Swimming Pool : La Piscine du danger
- 2004 : Monsieur Zucker joue son va-tout

### Télévision
- 2005 : L'Amour en vitrine
- 2010 : La Catin
- 2011 : Le Secret des baleines
- 2013 : Portrait d'un meurtrier